# Château de Ferrières (Sulniac)
Pour les articles homonymes, voir Château de Ferrières.
Le château de Ferrières (ou château des Ferrières) est un château de Sulniac, dans le Morbihan.

## Localisation
Le château est situé en surplomb du ruisseau des Ferrières, à environ 500 m à vol d'oiseau au nord du hameau de Kerhouarn, 2,4 km au sud-est du centre-bourg de La Vraie-Croix, 3,6 km à l'est du centre-bourg de Sulniac et 5,3 km ouest-nord-ouest du centre-bourg de Questembert.

## Histoire
Le château, propriété de la famille de Rosmadec,, est daté du XVIe siècle
Le château n'est plus en bon état de conservation, des éboulements s'y étant produits au cours du XIXe siècle.
Le château est inscrit au titre des monuments historiques par arrêté du 16 février 1929.

## Architecture
Le château est construit dans le style Louis XIII et en granite local.
Du château originel, ne subsiste que quelques ouvertures sculptées en granite, un pennon armorié et des cheminées sculptées. Des rampants à chevronière et acrotère sont également présents en façade occidentale.